# Chrysochlorina echemon
Chrysochlorina echemon är en tvåvingeart som först beskrevs av Walker 1849.  Chrysochlorina echemon ingår i släktet Chrysochlorina och familjen vapenflugor. Inga underarter finns listade i Catalogue of Life.